# Marek z Aeca
Svatý Marek z Aeca byl biskupem v Aecu. Katolickou církví je uctíván jako světec.

## Život
O Marku z Aeca je známo pouze to, že žil ve 4. století, byl biskupem v Aecu (dnešní Troia) a zemřel mučednickou smrtí. Ve svých záznamech jej uvádí Jeronýmovo martyrologium, martyrologium z roku 2001 jeho jméno neobsahovalo. V současném vydání Martyrologia Romana je opět uveden. Jeho liturgická památka není ustanovena, je pouze pro připomínku uváděn u data 5. listopadu.